# 2021년 서울국제여성영화제
제23회 서울국제여성영화제는 2021년 8월에 개최된 영화제이다. 메가박스 상암월드컵경기장, 문화비축기지에서 개최되었다.

## 수상 및 후보

### 관객상
- 마리아와 비욘세 - 송예찬 수상

### 아시아단편경쟁-우수상
- 1021 - 노영미 수상

### 아시아단편경쟁-최우수상
- 채민이에게 - 배채연 수상

### BNP파리바 아시아단편 우수상
- 특별장학금 - 양윤정 수상

### 포스트핀상
- 할머니 조경가의 '땅에 쓰는 시' - 정다운 외 1명 수상
- 다큐멘터리 옥랑문화 수상작
- 내가 춤출 수 없다면 - 이지윤 외 1명 수상

### 피치 앤 캐치 상
- 라스트 미션 - 이호경 수상

### 메가박스 상
- 긴 밤 - 허지은 외 1명 수상

### 아이틴즈 대상
- 층간화음 - 양선민 수상

### 아이틴즈 우수상
- 30 데시벨 - 임효륜 수상

### 발견 - 감독상
- 생존 지침서 - 야나 우그렉헬리드제 수상
- 섬광의 밤 - 아이노아 로드리게즈 수상

### 발견 - 심사위원상
- 외침과 속삭임 - 하이 웬 외 2명 수상

### 발견 - 대상
- 성적표의 김민영 - 이재은 외 1명 수상

### 시우프상
- 두 사람 - 반박지은 외 1명 수상

### 벨로시티상
- 당신의 이웃들 - 강유가람 외 1명 수상

### 피치 앤 캐치 관객상
- 어쩌다 활동가 - 박마리솔 수상
- 아시아 단편경선
- 닻 - 김채정
- 브로큰 - 난 킨 산 윈
- 한잔 하고 가시게 - 시쿠마 라이
- 채민이에게 - 배채연
- 1959년의 김시스터즈 - 숙자, 애자, 민자 언니들에게 - 전채린
- 레몬그래스 걸 - 폼 번썸비차
- 마리아와 비욘세 - 송예찬
- 선율 - 김윤정
- 나의 전염병 검역 곰 - 마 웨이지아
- 젖꼭지 3차 대전 - 백시원
- 우리집 - 이오은
- 1021 - 노영미
- 서로의 조각 - 현유정
- 달팽이 - 이지민
- 양말 - 김희은
- 솔플 - 자오신웨 외 1명
- 특별장학금 - 양윤정
- 그곳 - 위 펀 우
- 그날의 소동 - 문지원

### 아이틴즈
- 30 데시벨 - 임효륜
- 층간화음 - 양선민
- 어른아이 - 신하빈
- 사랑적 거리두기 - 김수현

### 새로운 물결
- 천국에서 하루만 더 - 겍 겍 프리실라 앙
- 더 컨덕터 - 매린 올솝 - 베르나데트 베겐슈타인
- 내가 죽던 날 - 박지완
- 퍼스트 카우 - 켈리 라이카트
- 이토와 샤미센 연주를 - 요코하마 사토코
- 노킹(영어판) - 프리다 켐프
- 미스 준틴스 - 채닝 갓프리 피플즈
- 나를 구하지 마세요 - 정연경
- 사르그나겔 - 사빈느 히블러 외 1명
- 셜리 - 조세핀 데커
- 시바 베이비 - 엠마 셀리그만
- 일렉트로니카 퀸즈 - 전자음악의 여성 선구자들 - 리사 로브너
- 우리의 전쟁으로 밤은 사라질지니 - 엘레오노르 웨버
- 미완의 꿈 - 주천문
- 미얀마의 봄 - 파둑 혁명 - 잔느 할러시 외 1명
- 빨래 - 박소현
- 당국가체제의 구원 - 마야 코벡카
- 이란의 가방 - 마리암 타파코리
- 대안현실에 주문걸기 - 팜 비라다
- 그녀의 다섯 인생 - 사오다트 이스마일로바
- 혁명 리믹스 - 커쉬 배드워 외 1명
- 리커버리 - 멜로리 에버턴 외 1명
- 두 도마뱀의 락다운 다이어리 - 메리엠 베나니 외 1명
- 테라 팜므 - 코트니 스티븐스
- 신호 간섭 - 코트니 스티븐스

### 퀴어 레인보우
- 우리 뜻대로 - 첸헝이 외 1명
- 모어 댄 섹스 - 헨리카 컬
- 잊혀진 길 - 니콜 루이스 베나비데스
- 노 스트레이트 라인스: 더 라이스 오브 퀴어 코믹스 - 비비안 클레이만
- 다시 만나길 - 마리 워커
- 거침없이 당당하라 - 애슐리 오셰이
- 캠핑을 좋아하세요 - 김꽃비
- NAL - 박정연
- 이게 우리의 모습입니다 - 아만다 안-민 웡
- 나를 깨우는 바람 - 김민주

### 쟁점들
- 어떤 미국 페미니스트들 - 루스 길보 외 2명
- 여자들의 증언 - 노동운동 속에서 선구적인 여성들 - 하네다 스미코
- 72년 미대통령 후보, 흑인여성 치솜 - 숄라 린치
- 소녀들의 혁명 - 우리들은 급진군주다 - 린다 골드스타인 노울톤
- 여성들이 갱 조직을 만든다 - 로테 초라의 흔적을 찾아서 - 크리스티네 람베르티 외 1명
- 불꽃페미액션 몸의 해방 - 윤가현 외 2명
- Echo with Women's Voices Their Involvement in Political Movements - CHIEN Wei-Ssu
- 30년의 자매애 - 1970년대 일본 우먼리브 운동의 여성들 - 야마가미 지에코 외 1명

### 특별상영
- 자매들의 밤 - 김보람
- 백야 - 염문경
- 우먼 - 아나스타샤 미코바 외 1명

### 배리어프리 상영
- 빛나는 - 가와세 나오미
- 발견
- 애프터 미투 - 강유가람 외 3명
- 비트윈 어스 - 솔로미야 토마슈크
- 세실리와 리디아 - 줄리엣 스트랜지오
- 너에게 가는 길 - 변규리
- 섬광의 밤 - 아이노아 로드리게즈
- 사천의 좋은 여인 - 사브리나 자오
- 생존 지침서 - 야나 우그렉헬리드제
- 성적표의 김민영 - 이재은 외 1명
- 외침과 속삭임 - 하이 웬 외 2명
- 스쿨걸스(영어판) - 필라 팔로메로
- 해는 짧고 하루는 길지 - 실비나 에스테베스
- 최선의 삶 - 이우정
- 페미니스트 콜렉티브: 여성영화/사
- 우리들은 정의파다 - 이혜란
- 아웃 - 이반 검열 두 번째 이야기 - 이영
- 불온한 당신 - 이영
- 줌마네에서 영화를 만드는 까닭은 - 이숙경 외 1명
- 해피 데이즈 - 웨이 마 뉸
- 가방 - 텟 수 흘라잉
- 버스 차장 - 응웨 응웨 카인
- 무장혁명투쟁과 우리 어머니 - 누 누 흘라잉
- 내가 알던 아버지 - 에 찬
- 움직이는 모래들 - 메 틴 치
- 여기에 살아 - 모치즈키 유코
- 머나먼 길 - 히다리 사치코
- 필름X젠더
- 소금과 호수 - 조예슬
- 육상의 전설 - 김태은
- 호주 여성영화 1세기
- 스타스트럭 - 질리안 암스트롱
- 사랑 혹은 돈, 그 무엇을 위해 - 여성생존의 역사 - 메건 맥머치 외 3명
- 바바둑 - 제니퍼 켄트
- 라라걸 - 레이첼 그리피스
- 브레이즌 허시 - 호주의 여성해방운동가들 - 캐서린 드와이어
- 더 치터스 - 폴레트 맥도나
- 맥도나 자매들의 영화 인생 - 리베카 배리
- 원주민으로서 살아남는다는 것 - 에시 코피
- 내가 살아온 그대로의 삶 - 에시 코피
- 두 친구 - 제인 캠피온
- 양치기의 아내 - 수 브룩스
- 나이스 컬러드 걸즈 - 트레이시 모팻
- 지금 여기 풍경
- 밤의 문이 열린다 - 유은정
- 69세 - 임선애
- 십개월의 미래 - 남궁선
- 희수 - 감정원
- 비밀의 정원 - 박선주
- SWAGGIN' LIKE 두나
- 플란다스의 개 - 봉준호
- 복수는 나의 것 - 박찬욱
- 린다 린다 린다 - 야마시타 노부히로
- 괴물 - 봉준호
- 공기인형 - 고레에다 히로카즈
- 코리아 - 문현성
- 도희야 - 정주리

### 20주년 특별전
- 고양이를 부탁해 - 정재은